# Rinat Achmetov
Rinat Achmetov (ukrajinsky Рінат Леонідович Ахметов, rusky Ринат Леонидович Ахметов tatarsky Ренат Леонид улы Әхмәтов; * 21. září 1966) je ukrajinský podnikatel. Vlastní a řídí ukrajinský finanční a průmyslový konglomerát SCM Holdings. Je dlouholetým prezidentem fotbalového klubu FK Šachtar Doněck, od roku 2007 je poslancem ukrajinského parlamentu za Stranu regionů, bývá také označován za neoficiálního šéfa této strany.
Od roku 2012 se Achmetov neúčastnil voleb do ukrajinského parlamentu.
„... z politiky jsem odešel v roce 2012 a nehodlám se do ní vracet. Mezi mé zájmy patří charita, fotbal a podnikání. Politika mě vůbec nezajímá.“
Je nejbohatším Ukrajincem a v roce 2011 patřil mezi 50 nejbohatších lidí na světě. Pro ten rok odhadoval časopis Forbes hodnotu jeho majetku na 16 miliard dolarů (asi 270 miliard Kč). V současnosti obnáší hodnota jeho majetku cca 7 miliard dolarů. Jeho výrobní závody se nacházejí hlavně v přístavním městě Mariupolu.
Před vojenskou invazí Ruska na Ukrajinu v únoru 2022 Achmetov oznámil investice do podniků v Mariupolu a také zaplacení daní předem do rozpočtu Ukrajiny ve výši jedné miliardy hřiven. Podnikatel vyzval k jednotě vlády, podnikatelů a občanů Ukrajiny.
„Mariupol je světová tragédie a světový příklad hrdinství. Pro mě Mariupol byl, je a vždy bude ukrajinský,“ odpověděl Achmetov na otázku agentury Reuters.
Achmetov plánuje zažalovat Rusko kvůli ztrátě způsobené bombardováním jeho ocelárny v Mariupolu, která podle jeho slov činí 17 až 20 miliard dolarů. „Určitě budeme Rusko žalovat a budeme požadovat náhradu všech škod a ztracené obchody.“
Achmetov řekl, že je na území Ukrajiny od začátku války s Ruskem a dodal: „Věříme v naší zemi a věříme v naše vítězství.“

## Životopis
Narodil se 21. září 1966 v Doněcku v tatarské rodině, jeho otec byl horník. Začátkem 90. let vystudoval ekonomiku na Doněcké univerzitě. V této době údajně navázal styky s místním organizovaným zločinem a podílel se na jeho aktivitách včetně likvidace nepohodlných lidí.
Američtí právníci z Akin Gump tvrdí, že „všechna obvinění z účasti pana Achmetova v trestné činnosti jsou taková, která neodpovídají skutečnosti a nezakládají se na faktech.“ V roce 1995 založil Doněckou městskou banku a začal ve velké míře podnikat. O rok později koupil místní prvoligový fotbalový klub FK Šachtar Doněck a stal se jeho prezidentem, když jeho předchůdce byl zavražděn při bombovém atentátu přímo na stadionu klubu. Postupně se stal nejvlivnějším podnikatelem v Donbasu, díky politickým kontaktům výhodně privatizoval státní průmyslové podniky. V roce 2000 založil konglomerát SCM Holdings, do kterého vložil přes devadesát svých společností.
Od roku 2004 se angažoval v politice, když začal podporovat Stranu regionů a jejího kandidáta Viktora Janukovyče. To se mu vyplatilo, když obratem zprivatizoval v konsorciu se švagrem prezidenta Leonida Kučmy Viktorem Pinčukem největší ukrajinskou ocelárnu Krivorožstal za 800 milionů dolarů (asi 18 miliard Kč), když zahraniční společnosti nabízely téměř dvojnásobek a ocelárna pouze v roce 2004 vydělala 1,9 miliardy hřiven (téměř 8 miliard Kč). Po oranžové revoluci se však k moci dostali političtí odpůrci jím podporované Strany regionů, Viktor Juščenko a Julija Tymošenková. Nová vláda nechala zrušit privatizaci Krivorožstalu (ten byl v nové privatizaci prodán společnosti Mittal Steel za šestinásobek - 4,8 miliardy dolarů), blízký spolupracovník Achmetova Boris Kolesnikov byl zatčen a obviněn z vydírání, finanční úřady začaly prošetřovat společnosti SCM Holdings a samotný Achmetov byl vyšetřován kvůli vraždám z počátku 90. let. Achmetov odjel na několik měsíců do Monaka. Všechna obvinění byla během roku 2006 stažena a Achmetov také získal imunitu, když byl ve volbách v roce 2007 zvolen do ukrajinského parlamentu na kandidátce Strany regionů. V parlamentu však nezasedá, byl přítomen jen na první schůzi. V roce 2012 Achmetov ukončil politickou činnost, neúčastnil se parlamentních voleb v roce 2012, ale pokračoval ve své charitativní činnosti.

## Současnost
Podle výsledků z roku 2023 ukrajinské, přidružené a společné podniky SCM zaplatily 1,8 miliardy dolarů na daních a poplatcích do rozpočtů všech úrovní.
Hlavní aktiva Rinata Achmetova se nacházejí na východě a jihu Ukrajiny. Od začátku války ztratil dvě třetiny svého majetku: ztratil hutní, energetické a zemědělské kapacity.
Celkem ruské ozbrojené síly zničily asi 70 podniků Rinata Achmetova.
Azovstal a MMK Iljiče v Mariupolu bylo základem Achmetovova hutního podnikání. Achmetovova společnost DTEK ztratila 90 % své tepelné výroby 
Během 12 měsíců roku 2023 investiční skupina SCM Rinata Achmetova alokovala více než 0,8 miliardy dolarů na kapitálové investice a modernizaci na Ukrajině Během války SCM navýšila investice na Ukrajině 1,5krát.
V roce 2023 dokončil Achmetov druhou etapu větrné farmy Tiligul, největší v Evropě. Jeho společnosti jsou důvěryhodné v USA, a bude přepravovat LNG na Ukrajinu v roce 2024. V polovině roku 2023 Bloomberg uvádí, že kvůli invazi oligarchové na Ukrajině ukryli významnou část svého vlivu.
V listopadu 2024 vyšlo najevo, že Achmetovova energetická společnost DTEK obdrží od Evropské komise 62,8 milionů eur a 46,1 milionů amerických dolarů od vlády USA na obnovu zařízení zničených v důsledku ruských útoků a přípravu elektráren na nadcházející zimu.
Rinat Achmetov je ženatý a má dvě děti. Investoval mnoho peněz do svého klubu FK Šachtar Doněck; věnuje se také charitě, do roku 2008 daroval různých charitativním projektům téměř 250 milionů dolarů (přes 4 mld Kč). V roce 2011 si koupil nejdražší byt ve Velké Británii za 136 milionů liber (asi 3,7 miliardy Kč).
Dne 22. února 2022 Achmetov před stanoveným termínem informoval o platbě daní ve výši jedné miliardy hřiven.
Po zahájení totální invaze prohlásil, že Rusko je agresor a Putin je válečný zločinec a ocelárny v Mariupolu, Azovstal a Mariupolská železárna, nebudou fungovat pod ruskou okupací, a dočasně pozastavil jejich provoz.
26. února Achmetov oznámil, že poslal 600 milionů hřiven na pomoc Ukrajině a SCM zavedla projekty na podporu Ozbrojených sil Ukrajiny, sil územní obrany a obyvatelstva.
Od 24. února do května 2022 bylo oznámeno, že Achmetovovy podniky převedly 2,1 miliardy hřiven čili 70 milionů eur na pomoc a podporu Ozbrojených sil Ukrajiny a sil územní obrany.
Pomoc poskytuje Achmetovova nadace, všechny podniky SCM, FC Šachtar. Na konci května 2022 Achmetov vyčlenil 100 milionů eur na pomoc Ukrajině. „Pomáháme mírumilovným lidem, kteří trpí válkou – přivážíme jim jídlo a léky. Naši energetici často riskují vlastní životy, obnovují dodávky elektřiny a vracejí do ukrajinských měst a vesnic klidný život. Pomáháme ukrajinské armádě a silám územní obrany. Tam, kde je to možné, pracujeme pro potřeby fronty. Naše hutní závody vyrábějí protitankové ježky a ocel na neprůstřelné vesty.“
Podle agentury Forbes v roce 2022 kvůli ruské invazi na Ukrajinu Achmetovovo jmění během pouhých dvou týdnů kleslo z téměř 14 miliard dolarů na méně než 6 miliard dolarů a pravděpodobně může být mnohem nižší.
Achmetov plánuje zažalovat Rusko kvůli ztrátě způsobené bombardováním jeho ocelárny v Mariupolu, která podle jeho slov činí 17 až 20 miliard dolarů. „Určitě budeme Rusko žalovat a budeme požadovat náhradu všech škod a ztracené obchody.“
Achmetov řekl, že je na území Ukrajiny od začátku války s Ruskem a dodal: „Věříme v naší zemi a věříme v naše vítězství.“